# Demimond
Demimond [demɪ'mɔnd] är en benämning på lägre samhällsklasser, så kallade "golddiggers" eller möjligen prostituerade kvinnor, som försöker att efterlikna den förnäma världens levnadssätt genom att omge sig med lyx.
Ordet demimond kommer från franskans demimonde, och är uppbyggt av demi, ’halv-’, och monde, ’värld’. Den ordagranna betydelsen är alltså ’halvvärld(en)’, vilket sätts i motsats till le beau-monde, le grand monde, den högre societeten. Begreppet myntades av Alexandre Dumas d.y. i dramat Le demi-monde från 1855. Dumas skiljer där på le monde (de ärbara kvinnorna av stånd), la demimonde och les prostituées (de prostituerade).
Ordet har dock kommit att avse prostituerade kvinnor som omger sig med lyx.
Kokott (cocotte) är ett annat ord från franskan för samma sak.
”Jag hade svårt att tro att hon var en kokott, och framför allt skulle jag aldrig ha kunnat tänka mig att hon var en elegant sådan, om jag inte hade sett vagnen med två hästar, den rosafärgade klänningen och pärlcolliern och om jag inte vetat att min onkel umgicks endast med den allra högsta demimonden” – skriver Marcel Proust i På spaning efter den tid som flytt.